# Levonantradol
Levonantradol ist ein synthetisches Analogon von Tetrahydrocannabinol und zählt damit zu den Cannabinoiden.

## Wirkungen
Levonantradol bewirkt eine Aktivierung der Cannabinoid-Rezeptoren CB1 und CB2 und vermittelt so antiemetische und analgetische Wirkungen.
Levonantradol ist zurzeit als Arzneistoff bedeutungslos und dient ausschließlich als Testsubstanz in der Wirkstoffsuche von Cannabinoiden.